# Путталам (округ)
Путталам (синг. පුත්තලම දිස්ත්‍රික්කය, там. புத்தளம் மாவட்டம்) — один из 25 округов Шри-Ланки. Входит в состав Северо-Западной провинции страны. Административный центр — город Путталам. Площадь округа составляет 3072 км².
Население округа по данным переписи 2012 года составляет 760 778 человек; по данным переписи 2001 года оно насчитывало 709 677 человек. На 2001 год 73,71 % населения составляли сингальцы; 18,76 % — ларакалла; 6,77 % — ланкийские тамилы; 0,31 % — индийские тамилы; 0,17 % — малайцы; 0,10 % — бюргеры и 0,17 % — другие этнические группы. 43,44 % населения исповедовали буддизм; 33,36 % — христианство; 18,97 % — ислам и 4,15 % — индуизм.